# Tatjana Jewgenjewna Samoilowa

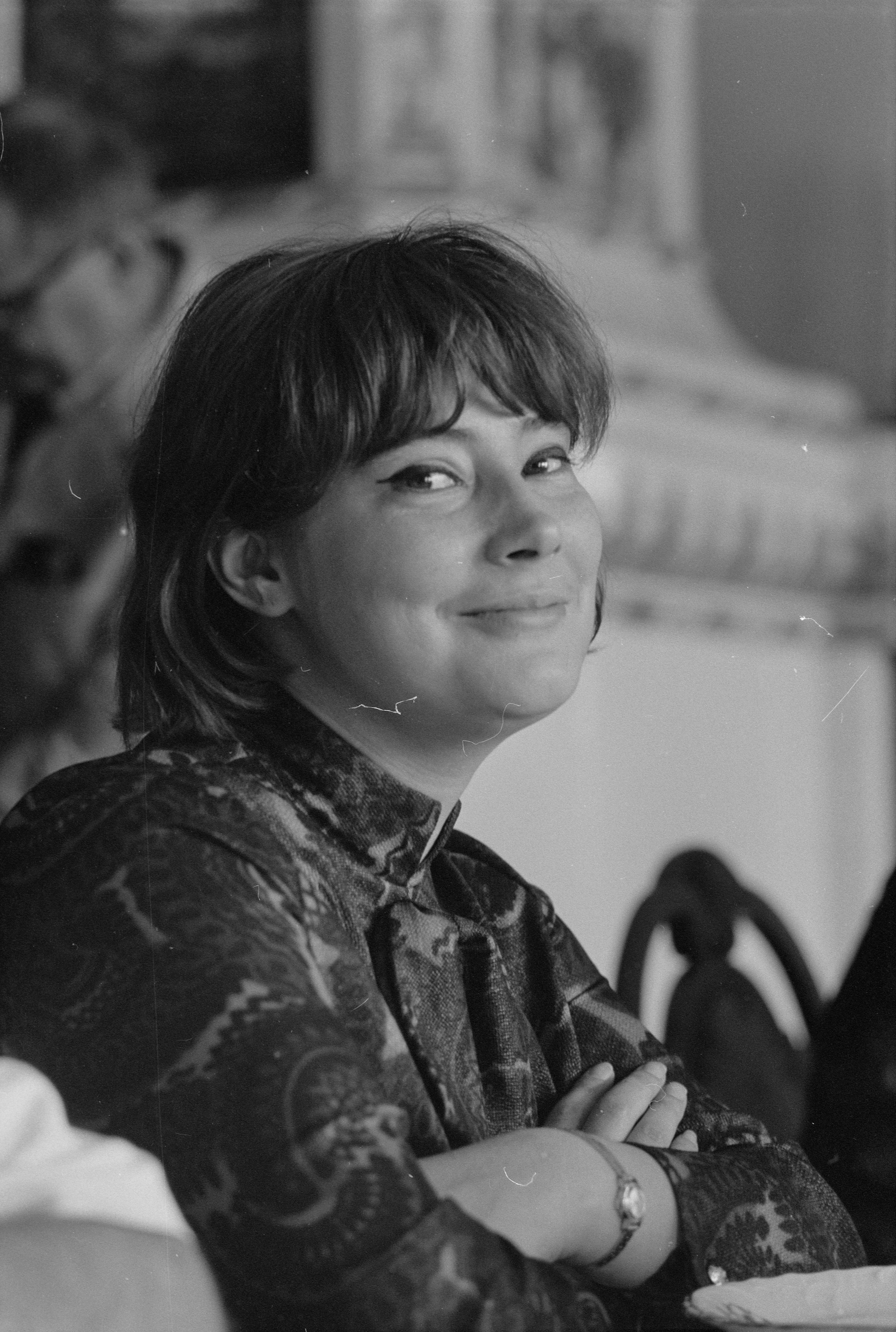
Tatjana Samoilowa im Jahr 1968

Tatjana Jewgenjewna Samoilowa (russisch Татьяна Евгеньевна Самойлова; * 4. Mai 1934 in Leningrad; † 4. Mai 2014 in Moskau) war eine sowjetische Schauspielerin.

## Leben
Tatjana Samoilowa war eine Tochter des Schauspielers Jewgeni Walerianowitsch Samoilow und von Sinaida Iljinitschna Lewina sowie Großnichte von Konstantin Stanislawski. 1937 zog die Familie nach Moskau, da der Vater mit Wsewolod Meyerhold arbeiten wollte.
Während ihrer Schulzeit wollte Tatjana zunächst Balletttänzerin werden, machte dann jedoch eine Schauspielausbildung an der Schtschukin-Theaterhochschule, obwohl sie sogar fast ein Engagement am Bolschoi-Theater bekam. Sie spielte im Folgenden an mehreren Theatern: Am GITIS, am Majakowski-Theater und am Wachtangow-Theater – dort sammelte sie erste Erfahrungen. Ihr Filmdebüt hatte sie 1956 in Wladimir Kaplunowskis Mexikanez. Internationale Anerkennung erlangte sie durch die Rolle der Veronika in Die Kraniche ziehen. Der ungarische Film Alba Regia (1961) von Mihály Szemes und der russische Spielfilm Anna Karenina (1967) von Alexander Sarchi, in denen sie jeweils die Titelrolle spielte, gehören zu ihren bekanntesten Filmen.
Auf der Retrospektive der 56. Internationalen Filmfestspiele Berlin 2006 wurde sie unter dem Motto Traumfrauen. Stars im Film der fünfziger Jahre mit dem Film Die Kraniche ziehen gefeiert.
Sie war viermal verheiratet, unter anderem mit dem Schauspieler Wassili Lanowoi. Sie war Verdiente Künstlerin der RSFSR.
Wenn Tatjana Samoilowa spielte, konnte es als natürlich und ausdrucksstark beschrieben werden. Mit tiefer Intelligenz und geheimer Exotik vermochte sie es, Glück und Schmerz zugleich auszudrücken, ohne dabei verkrampft zu wirken. Herzzerreißend, lebhaft und „expressive as a flame“ sei ihr Spiel, sodass sich der Zuschauer mit ihr vom ersten Moment an emotional verbunden fühle. „Eine Frau „aus dem Volke“, im besten und schönsten Sinne, die es fertig bringt, daß wir ihr Film-Schicksal, obwohl schon dutzendfach gesehen, wie zum ersten Male erleben.“
In Cannes nannte man sie „die russische Audrey Hepburn“.
Samoilowa starb an ihrem 80. Geburtstag im Mai 2014 in einem Moskauer Krankenhaus.

## Filmografie (Auswahl)
- 1957: Die Kraniche ziehen (Letjat schurawli)
- 1959: Ein Brief, der nie ankam (Neotprawlennoje pismo)
- 1960: Léon Garros sucht einen Freund (Leon Garros ischtschjot druga)
- 1961: Alba Regia… bitte kommen (Alba Regia)
- 1964: Sie zogen nach Osten (Oni schli na Wostok)
- 1967: Anna Karenina (Anna Karenina)
- 1972: Ein langer Weg an einem kurzen Tag (Dlinnaja doroga w korotki djen)
- 1973: Es gibt kein Zurück (Woswrata njet)
- 1974: Ozean (Okean)
- 1975: Brillanten für die Diktatur des Proletariats (Brillijanty dlja diktatury proletarijata)

## Auszeichnungen
- 1958: Jussi als beste ausländische Darstellerin für Die Kraniche ziehen
- 1959: Nominierung für den British Academy Film Award als beste ausländische Darstellerin für Die Kraniche ziehen
- 1959: Étoile de Cristal als beste ausländische Darstellerin für Die Kraniche ziehen
- 1959: Preis der deutschen Filmkritik als beste ausländische Darstellerin
- 1993: Volkskünstler Russlands